# Iliotona beyeri
Iliotona beyeri är en skalbaggsart som först beskrevs av Schaefer 1907.  Iliotona beyeri ingår i släktet Iliotona och familjen stumpbaggar. Inga underarter finns listade i Catalogue of Life.